# Namsos
Namsos è un comune norvegese ed una città della contea di Trøndelag in Norvegia. Ha ricevuto lo status di città nel 1845.
I confini comunali attuali risalgono al gennaio del 2020 data della fusione con i comuni di Fosnes e Namdalseid. 

## Geografia fisica
Il comune è situato nel nord della contea su una baia del Namsfjord, un fiordo che termina nel Mare di Norvegia. La città è situata in corrispondenza dell'estuario del fiume Namsen che la attraversa, è uno dei più ricchi di salmone di tutto il paese. 
Namsos è conosciuta come la città dell'alce, che compare nel suo stemma. Inoltre, nel suo centro sorgono una statua ed un intero parco dedicato all'animale.
Il territorio comunale è prevalentemente montuoso con numerose vallate percorse da fiumi e laghi, verso sud prevalgono le foreste con rilievi tra i 400 e 700 m s.l.m., l'altitudine maggiore è raggiunta dal monte Grønkleppen (765 m s.l.m.) situato all'estremo nordorientale al confine con il comune di Høylandet. In una vallata nella parte settentrionale del comune si trova il lago Salsvatnet, il secondo lago più profondo d'Europa. Fanno parte del comune anche numerose isole tra le quali Otterøya.
Il centro abitato principale del comune è la cittadina di Namsos dove risiede oltre la metà della popolazione complessiva del comune. Altri centri abitati sono Bangsund, situata 14 km a sud di Namsos, Spillum situata di fronte a Namsos dall'altro lato del fiume e Namdalseid, circa 30 km a sud di Namsos. Insediamenti minori si trovano lungo le coste e nelle zone pianeggianti dell'interno.

## Storia
Namsos venne fondata alla metà del XIX secolo come centro per la produzione del legname. Delle undici segherie originali, ne rimane solo una. La città subì molti incendi: uno nel 1872, causato da due ragazzini che giocavano con dei fiammiferi, ed un altro nel 1897 per cause sconosciute. Durante la seconda guerra mondiale Namsos fu una delle sedi di sbarco delle truppe anglo-francesi dell'Operazione Hammer, guidata dal maggior generale Adrian Carton de Wiart; il 20 aprile 1940 l'esercito tedesco rase al suolo la città.
Le attività economiche tradizionali della città sono legate all'industria e al trasporto del legname. Nel centro abitato di Spillum si trova un museo dedicato alla storia del commercio del legno nella regione.